# 宿怨
是一部2018年美國心理恐怖電影，艾瑞·艾斯特自編自導的首部長片，改編自導演的真實經歷。主演陣容包括東妮·克莉蒂、艾力克斯·沃爾夫、米莉·夏皮羅、安·道得及蓋布瑞·拜恩。《宿怨》2018年1月21日在第35屆日舞影展上首映，2018年6月8日於美國院線上映，票房表現成功。片中的屍塊及恐怖場面過度噁心與真實，於日舞影展、澳洲及美國上映時引發爭議。

## 劇情
模型師安妮，與她的丈夫精神科醫生史蒂夫，以及他們的兩個孩子，16歲兒子彼得和13歲女兒查莉，組成了葛拉罕一家，葛拉罕全家參加安妮神秘且深沉的母親艾倫的葬禮。葬禮後安妮參加了一個喪親互助會，互助會上安妮透露了自己坎坷的童年，以及她和母親的關係緊張，直到查莉出生，艾倫成為撫養她的重要人物。與此同時，史蒂夫接到電話，告訴他不明身份的肇事者褻瀆了艾倫的墓地，但他沒有向安妮透露這一點。
彼得受邀參加一個聚會，安妮堅持要查莉陪他。在派對上，彼得讓查莉無人看管，查莉被分送了一些分發的蛋糕，但兩人都沒有意識到蛋糕其中含有核桃。吃完蛋糕後，查莉引發了嚴重的堅果過敏，導致她出現過敏性休克。當彼得開車送查莉去醫院時，查莉把身體探出窗外呼吸新鮮空氣。當彼得突然轉向避開路上的一隻死鹿時，查莉不小心被電線桿斬首。震驚之餘，彼得開車回家，把查莉的無頭屍體留在了他父母汽車的後座上，第二天早上，安妮驚恐地發現了查莉的屍體。
查莉的葬禮後，這個家庭破裂了：彼得變得孤僻，對妹妹的死感到內疚，安妮對彼得參與事故感到痛苦和怨恨，史蒂夫試圖調解他們之間的關係。安妮與一位名叫瓊的互助會成員成為了朋友，她教導安妮進行降神會來與查莉的鬼魂溝通。同天晚上，安妮說服家人嘗試參加降神會，而家中物體開始移動和粉碎，當安妮被附身時，彼得感到害怕，並用查莉的聲音說話，直到史蒂夫向她潑水。當彼得開始被超自然力量困擾時，安妮懷疑查莉的靈魂已經變得復仇心重且邪惡。當她看到查莉的素描本上出現威脅彼得的圖像時，她把書丟進了壁爐。然而，她的衣服和書一樣同時著火了。當她把書從火上移開時，她的衣服才停止燃燒。
安妮翻閱了她母親的舊物品，找到了一本相冊，其中艾倫是「利女王」，一個女巫集會的領袖，而瓊是她的助手之一。另一本書描述了派蒙王，他希望寄居在男性宿主的身體裡。派蒙王的召喚者將獲得財富和獎勵。在閣樓上，安妮發現艾倫被斬首的腐爛屍體，和用血繪製的神秘符文。
當彼得在學校外面時，瓊出現並試圖為派蒙王驅逐他的靈魂。在課堂上，彼得被一股看不見的力量控制，他的頭撞在桌子上，撞破了鼻子。安妮告訴史蒂夫她與查莉的素描本的關係，並懇求史蒂夫燒掉它，因為安妮已試過自身衣服會著火而無法燒掉素描本。當史蒂夫拒絕時，史蒂夫認為安妮已經瘋了，安妮從史蒂夫手中搶過書並將其扔進火裡，而使史蒂夫著火。安妮驚恐地看著史蒂夫任其焚燒，此時先前佔據彼得的神秘力量現在又控制了安妮。
彼得在天黑後醒來，當裸體的集會成員開始聚集在房子內部和周圍時，彼得發現了他父親燒焦的屍體，然後很快注意到附近門口的一名集會成員。安妮現在已經著魔了，並在房子裡追著彼得。彼得試圖躲進閣樓；安妮追進去，然後用一根鋼琴線斬首自己。彼得受到驚嚇，從閣樓窗戶跳下，但隨後墜落身亡。一個發光的球體進入並復活了彼得的身體。現在，彼得出現了查莉的舉止，跟隨安妮漂浮的無頭屍體進入查莉的樹屋，瓊和女巫集會的其他成員，以及安妮和艾倫的無頭屍體，正在崇拜一個人體模型，上面放著查莉戴著王冠被砍下的頭顱。瓊摘下王冠，戴在彼得頭上，稱他為查莉。然後她宣稱查莉是派蒙，女巫集會「糾正了派蒙王的女性身體」並給了派蒙王最喜歡的男性宿主。然後大家集體歡呼新派蒙王彼得萬歲。

## 演員
| 演員            | 角色              | 備註                                                     |
| 東妮·克莉蒂     | 安妮·葛拉罕（Annie Graham）   | 女主角，母親，模型師，患有分離性失憶症及多重人格障礙症。 |
| 艾力克斯·沃爾夫 | 彼得·葛拉罕（Peter Graham）   | 男主角，長子，高中生，愛吸大麻。                         |
| 蓋布瑞·拜恩     | 史蒂夫·葛拉罕（Steve Graham） | 男主角，丈夫，精神科醫生。                               |
| 安·道得         | 瓊（）            | 兒子與孫子在近期死亡，幫助安妮渡過難關。                 |
| 米莉·夏皮羅     | 查莉·葛拉罕（Charlie Graham）   | 長女，中學生，愛吃巧克力，對堅果類食物過敏。             |

## 發行
《宿怨》定於2018年6月15日在英國發行，並將於2018年6月8日在美國上映。
該片的官方預告片於2018年1月30日發布。

### 評價
爛番茄根據195條評論給予91%的新鮮度（平均評分為8.3分，滿分為10分）。該片在Metacritic上持有86分（基於48位評論家），顯示「普遍好評」，據CinemaScore調查，觀眾的反應在A+至F間落在「D+」，一些出版物注意到影評人與觀眾之間的差異，將其與《落日車神》、《女巫》和《黑夜造訪》進行類似比較，這些電影深受影評人好評，但大部分主流觀眾卻給予它負評。

## 外部連結
- 互联网电影数据库（IMDb）上《宿怨》的资料（英文）